# Anna von Mildenburg
Anna von Mildenburg (Vienna, 29 novembre 1872 – Vienna, 27 gennaio 1947) è stata un soprano austriaco wagneriano.
Conosciuta come Anna Bahr-Mildenburg dopo il suo matrimonio del 1909, era stata una protetta del compositore/direttore Gustav Mahler durante la sua direzione musicale all'Opera di Stato di Amburgo. Nel 1898 Mahler la portò alla Wiener Staatsoper, dove si affermò come una delle grandi star durante il suo famoso incarico come direttore musicale.

## Biografia
Anna Bellschan von Mildenburg, nome da nubile, nacque a Vienna e studiò canto con Rosa Papier e Johannes Ress all'Università per la musica e le arti interpretative di Vienna e poi privatamente con Cosima Wagner e Mahler. Ebbe una relazione con quest'ultimo che durò fino al 1897.
La Von Mildenburg fece il suo debutto operistico nel 1895 ad Amburgo, cantando il ruolo di Brünnhilde ne Il ciclo dell'Anello sotto la direzione di Mahler. Quindi, nel 1897, interpretò il ruolo di Kundry in Parsifal al Festival di Bayreuth ed ebbe anche la parte di mezzosoprano di Ortrud nel Lohengrin. Cosima Wagner, la vedova del compositore, divenne il suo mentore a Bayreuth e pertanto poté continuare ad eseguire tutte le principali parti di soprano wagneriane al festival prima dello scoppio della prima guerra mondiale nel 1914.
Cantò per la prima volta alla Wiener Staatsoper l'8 dicembre 1897, nel ruolo di Brünnhilde ne La Valchiria con Hans Richter. Mahler la mise a contratto e presto ebbe un enorme successo. Solo nella sua prima stagione guadagnò 14.000 gulden (circa €112.000 del 2008). La sua statura al teatro dell'opera eguagliava quella di Mahler, che all'epoca era il direttore musicale della compagnia. Si esibirà all'Opera di Vienna fino al 1917 e poi ancora nel 1919-1920. Tra le sue interpretazioni più celebri in questo periodo vi fu il ruolo di Isotta in una famosa produzione del Tristano e Isotta messa in scena sotto la guida dello stesso Mahler.
Fuori da Vienna, la von Mildenburg cantò con grande successo a Londra al Royal Opera House, Covent Garden, interpretando Isotta ed Elizabetta del Tannhäuser dempre lì nel 1906, nonché Clitennestra nella prima produzione londinese di Elettra di Richard Strauss. Il suo repertorio non era però limitato alle opere di Strauss e Wagner. Nel corso della sua carriera apparve anche nel Fidelio di Beethoven, nella Norma di Bellini, nel Don Giovanni di Mozart e nell'Oberon di Weber.
Dal 1922 al 1927 la von Mildenburg fu artista ospite al Festival di Salisburgo, comparendo nell'opera teatrale di Hugo von Hofmannsthal Das Salzburger große Welttheater, tra le altre produzioni. Dopo essersi ritirata dall'opera tenne lezioni di canto a Monaco. Tra quelli a cui insegnò a Monaco c'erano Lilian Benningsen, Fritz Schaetzler e il famoso tenore wagneriano Lauritz Melchior, che la consultò nel 1922. Dopo il 1929 insegnò canto alla International Mozarteum Summer Academy di Salisburgo, ma tornò brevemente sul palco nel 1930 per cantare un'ultima Clitennestra ad Augusta.
Alla fine si ritirò dall'insegnamento a causa dei problemi della seconda guerra mondiale e morì nel 1947. Insieme a suo marito, l'autore, drammaturgo e critico austriaco Hermann Bahr. Venne sepolta in un posto d'onore nel cimitero della comunità di Salisburgo.

## La sua unica registrazione e lo stile istrionico
Solo una rara registrazione della von Mildenburg è sopravvissuta. È costituita da una parte dell'aria "Oceano! Tu potente mostro", cantata in tedesco, dall'Oberon da Carl Maria von Weber. Realizzata nel 1904, sui Cilindri Mapleson, la registrazione è stata ristampata su CD sulle etichette Marston e Symposium (numero di catalogo: Symposium 1284). Ciò conferma la sua reputazione di cantante di prima classe con un potere e un'autorità impressionanti, in possesso di potenti note acute, con una emissione di tono rotondo costante durante gli anni del suo massimo splendore.
Apparentemente era anche un'attrice memorabile caratterizzata da una forte presenza scenica. Nel 1936 pubblicò persino una guida per cantanti su come recitare e gesticolare in Wagner secondo quello che lei chiamava il metodo "autentico" di Bayreuth.

## Repertorio
- Ludwig van Beethoven
  - Fidelio (Leonora)
- Vincenzo Bellini
  - Norma (Norma)
- Christoph Willibald Gluck
  - Ifigenia in Aulide (Clitennestra)
- Karl Goldmark
  - La regina di Saba (Regina di Saba)
- Pietro Mascagni
  - Cavalleria rusticana (Santuzza)
- Wolfgang Amadeus Mozart
  - Le nozze di Figaro (Contessa d'Almaviva)
  - Don Giovanni (Donna Anna)
  - Il flauto magico (Prima dama)
- Anton Grigor'evič Rubinštejn
  - Il Demone (Tamara)
- Camille Saint-Saëns
  - Sansone e Dalila (Dalila)
- Bedřich Smetana
  - Dalibor (Milada)
- Richard Strauss
  - Elettra (Clitennestra)
- Giuseppe Verdi
  - Un ballo in maschera (Amelia)
  - Aida (Aida; Amneris)
- Richard Wagner
  - Rienzi (Irene)
  - L'olandese volante (Senta)
  - Tannhäuser (Elisabetta; Venere)
  - Lohengrin (Ortruda)
  - L'oro del Reno (Fricka)
  - La Valchiria(Brunilde)
  - Sigfrido (Brunilde)
  - Il crepuscolo degli dei (Brunilde)
  - Tristano e Isotta (Isotta)
  - Parsifal (Kundry)
- Carl Maria von Weber
  - Oberon (Reiza)
  - Euryanthe (Églantine)

## Lavori pubblicati
- Befreiung, 1925.
- Mein Hundeleben. Für Hundenarren erzählt., 1926.
- Die „Einser“. Aus meinen Erinnerungen., 1926.